# Centaurea macroacantha
Centaurea macroacantha — вид квіткових рослин айстрових (Asteraceae). Ендемік Сицилії.
Етимологія: від грецького дав.-гр. μακρόϛ macrós — «довгий, великий» і від ἄκανϑα ácantha — «шип»; з довгими шипами.